# Archboldomys luzonensis
Archboldomys luzonensis  (Musser, 1982) è un roditore della famiglia dei Muridi endemico dell'isola di Luzon, nelle Filippine.

## Descrizione

### Dimensioni
Roditore di piccole dimensioni, con la lunghezza della testa e del corpo tra 96 e 125 mm, la lunghezza della coda tra 60 e 80 mm, la lunghezza del piede tra 26 e 29 mm, la lunghezza delle orecchie tra 15 e 18 mm e un peso fino a 47 g.

### Aspetto
La pelliccia è lunga, densa, soffice e leggermente lanosa. Il colore delle parti superiori è castano scuro. Le parti ventrali sono grigio scuro con dei riflessi giallastri chiari o argentati. Il mento e parte della gola sono privi di pigmento. Le orecchie sono piccole, castane scure e densamente ricoperte di piccoli peli. Le vibrisse sono corte. Il dorso delle zampe è marrone. Il palmo delle mani è marrone chiaro, mentre la pianta dei piedi è marrone scuro. La coda è più corta della testa e del corpo, uniformamente marrone scura, leggermente più chiara sotto. Ogni scaglia è corredata di 3 peli. Le mani sono piccole mentre i piedi e le dita sono lunghi e sottili. Il cariotipo è 2n=26 FN=43.

## Biologia

### Comportamento
È una specie terricola, diurna e notturna.

### Alimentazione
Si nutre principalmente di vermi e invertebrati dal corpo soffice.

## Distribuzione e habitat
Questa specie è ristretta all'area del Parco naturale del Monte Isarog, nella parte meridionale dell'isola di Luzon, nelle Filippine.
Vive nelle foreste primarie montane e foreste muschiose tra 1.350 e 1.750 metri di altitudine.

## Conservazione
La IUCN Red List, considerato che questa specie è conosciuta soltanto in una località, classifica A.luzonensis come specie vulnerabile (VU).